# Lusina (województwo małopolskie)
Lusina – wieś w Polsce położona w województwie małopolskim, w powiecie krakowskim, w gminie Mogilany.
W latach 1975–1998 miejscowość administracyjnie należała do województwa krakowskiego.

## Położenie
Pod względem geograficznym miejscowość znajduje się na Pogórzu Wielickim. Należy do aglomeracji krakowskiej. Usytuowana jest od południowej strony Krakowa, na wschodniej stronie trasy Kraków – Zakopane, na wzgórzu, z którego roztacza się panorama Krakowa. Dobrze widoczne są Łagiewniki i Kliny Borkowskie.
W 2002 roku w Lusinie zostały wprowadzone nazwy ulic.
Do Lusiny można dojechać autobusami MPK Kraków linii 255 (kończy bieg w Lusinie) i 265 (przejeżdża przez Lusinę i kończy bieg w sąsiednich Konarach).

## Części wsi
| SIMC    | Nazwa       | Rodzaj    |
| ------- | ----------- | --------- |
| 0327020 | Brzegi      | część wsi |
| -\|037  | Dobrzeczyny | część wsi |
| 0327043 | Działy      | część wsi |
| 0327050 | Kapinoska   | część wsi |
| 0327066 | Krzywica    | część wsi |
| 0327072 | Przymiarki  | część wsi |
| 0327089 | Wymysłówka  | część wsi |

## Opis miejscowości
W Lusinie są dwie szkoły: podstawowa im. św. Jadwigi Królowej oraz prywatna, międzynarodowa szkoła International School of Kraków. Miejscowość dzielona jest na Lusinę Górną i Dolną.

## Zabytki
Obiekt wpisany do rejestru zabytków nieruchomych województwa małopolskiego.
- Zespół dworski: dwór, spichlerz, park;
- dawne założenie folwarczne nr 38: rządcówka, ogród.

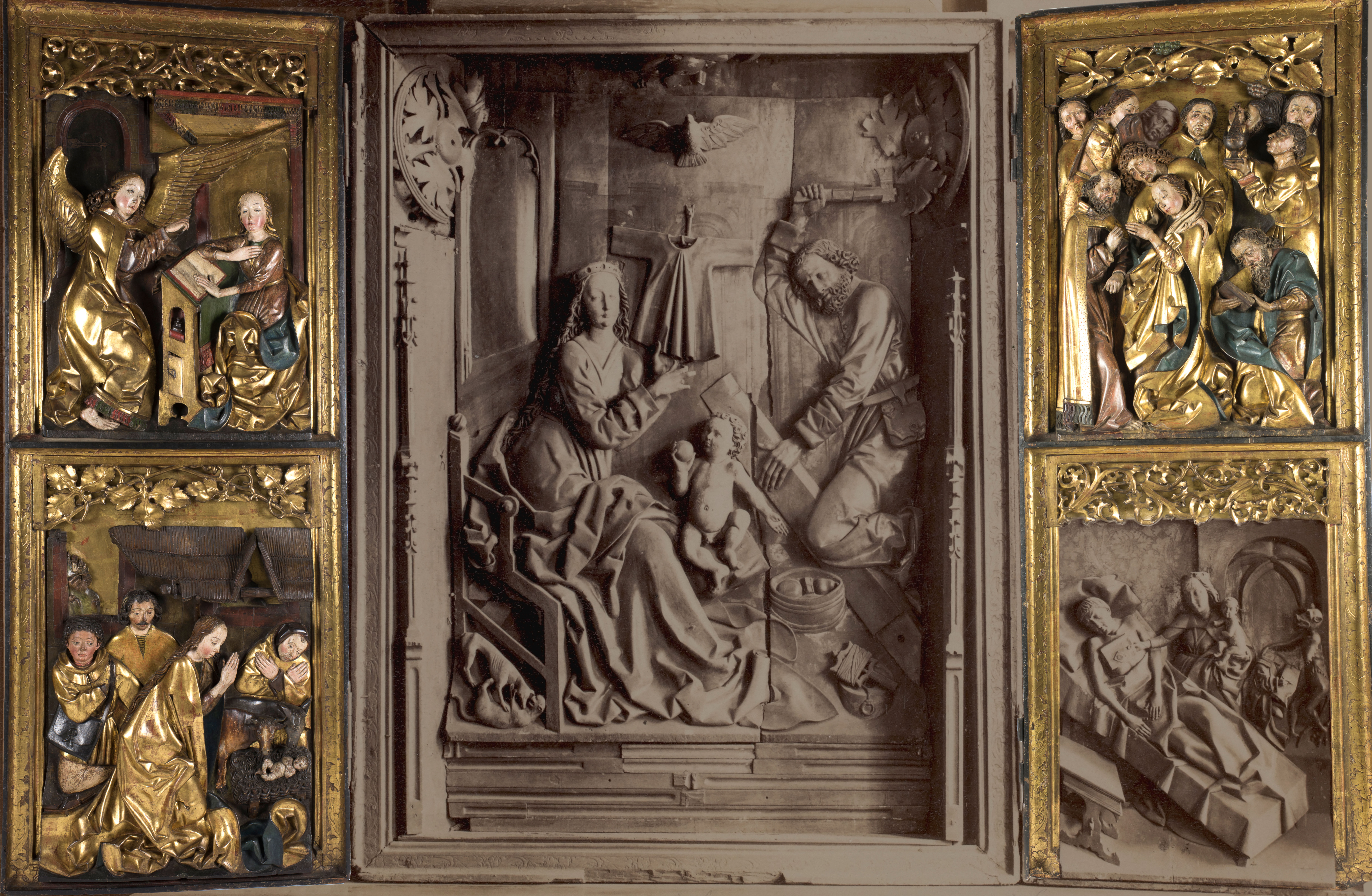
Poliptyk z Lusiny, ołtarz otwarty - odsłona świąteczna, zestawienie stanu obecnego z historycznym (widoczne zaginione elementy nastawy). Bazą ilustracji jest fotografia z Zakładu Ignacego Kriegera, przed 1900.

W dawnej kaplicy dworskiej w Lusinie został odkryty średniowieczny, późnogotycki poliptyk z rzeźbionymi i malowanymi przedstawieniami, składającymi się na trzy odsłony: codzienną, niedzielną i świąteczną. Na skrzydłach retabulum przedstawieni zostali święci, sceny Pasji oraz sceny z życia Marii i Chrystusa. Zabytek znajduje się obecnie w zbiorach Muzeum Narodowego w Krakowie jako Poliptyk z Lusiny pod numerem inwentarzowym MNK-I-80. Wewętrzne skrzydła i szafa poliptyku zostały zdekompletowane w okresie II wojny światowej: do strat wojennych należą centralna płaskorzeźba, przestawiająca Świętą Rodzinę oraz scena z Legendy świętego  Teofila z Adany. 
Centralne, zaginione przedstawienie poliptyku zawierało przedstawienie Dzieciątka Jezus, Marii tkającej sukienkę Chrystusa oraz Józefa, ukazanego jako cieśla obrabiający drewno siekierą. Na zaginionej bocznej kwaterze widoczna była scena, gdy Maria wyzwala pokutnika z cyrografu, w którym wcześniej zaparł się Chrystusa i Matki Bożej, przebaczając mu winy i pomagając w ten sposób przygotować się do śmierci. 
Pomimo że niekompletny, poliptyk z Lusiny stanowi jeden z ważnych przykładów małopolskich rzeźby i malarstwa pierwszych dekad XVI wieku, którego układ kompozycyjny i detale zdradzają między innymi wpływy sztuki Wita Stwosza.  